# MUD
|  | For det britiske 70'er-band, se Mud |
MUD (engelsk: Multiple User Dungeon, Domain eller Dimension) er et netcomputerprogram, hvor brugere kan logge ind for at udforske en virtuel verden. MUDs er forløberen for MMORPG-genren.
| computerspil | Spire Denne computerspilsrelaterede artikel er en spire som bør udbygges. Du er velkommen til at hjælpe Wikipedia ved at udvide den. |